# Plectiscidea collaris
Plectiscidea collaris är en stekelart som först beskrevs av Johann Ludwig Christian Gravenhorst 1829.  Plectiscidea collaris ingår i släktet Plectiscidea och familjen brokparasitsteklar. Arten är reproducerande i Sverige. Inga underarter finns listade i Catalogue of Life.